# 田鍋友時
田鍋 友時（たなべ ともじ、1895年〈明治28年〉9月18日 - 2009年〈平成21年〉6月19日）は、かつて男性長寿世界一であった宮崎県の男性。エミリアーノ・メルカド・デル・トロの死去以来、世界最高齢男性となり、ギネスブックに認定された。

## 人物
宮崎県都城市生まれ。市役所に土木技師として務めた後、農業を営んでいた。亡くなった時点で子供が8人（5男3女）、孫が25人、曾孫が53人、玄孫が7人いた。新聞を読むのが日課で、日記を何十年も付け続けていたという。好物は牛乳で、毎日午後3時に飲む習慣は欠かさない。自身の長寿の秘訣は、たばこを吸わないこと、焼酎（酒）を飲まないことだという。晩年は五男夫婦と3人で暮らしていた。
2006年6月12日、鹿児島県の徳田二次郎の死去により、110歳で国内男性最高齢となる。
2007年に112歳の誕生日を迎えた際、「何歳まで生きたいか」との質問に「無限です」と答えたという。2008年の113歳の誕生日でもあと何年生きたいかという問いに対し「まだ死にたくはない」と答え、健在ぶりをアピールした。
2009年6月19日午前5時に慢性心不全のため死去。享年115（113歳没）。同年5月頃から体調を崩していた。彼が亡くなったことにより、国内男性最高齢は木村次郎右衛門（厚生労働省、2009年6月20日）、男性の世界最高齢者はイギリスのヘンリー・アリンガムとなった。